# Wilhelm Acharius
August Wilhelm Mortimer Acharius, född den 1 april 1821 i Södertälje, död den 4 januari 1883 i Åsele församling, Västerbottens län, var en svensk läkare.
Acharius blev 1839 student vid Uppsala universitet, där han avlade medicine kandidatexamen 1847 och medicine licentiatexamen 1850. Han promoverades till medicine doktor sistnämnda år och blev kirurgie magister vid Karolinska institutet samma år. Acharius var tillförordnad lasarettsläkare vid Örebro lasarett 1848–1849 och stadsläkare i Örebro 1851–1868. Han utövade läkareverksamhet i Nordamerika 1871–1875. Acharius var provinsialläkare i Åsele distrikt från 1875 till sin död.